# Олд Гринвич (Конектикат)
Олд Гринвич (енгл. Old Greenwich) насељено је место без административног статуса у америчкој савезној држави Конектикат.

## Демографија
По попису из 2010. године број становника је 6.611.
| Група             | 2000.    | 2010.         |
| Белци             | 0 (0,0%) | 5.712 (86,4%) |
| Афроамериканци    | 0 (0,0%) | 83 (1,3%)     |
| Азијати           | 0 (0,0%) | 352 (5,3%)    |
| Хиспаноамериканци | 0 (0,0%) | 326 (4,9%)    |
| Укупно            | 0        | 6.611         |